# Asa Nisi Masa
Asa Nisi Masa — добре відома фраза, що не має сенсу; використана у ключовій сцені стрічки Федеріко Фелліні «Вісім з половиною».

## Контекст
На 36-й хвилині фільму «Вісім з половиною» кінорежисер Гвідо Ансельмі, персонаж, який фактично є «альтер-его» Фелліні, відвідує вечірку в готелі, де зупинився для проживання. Провидиця Майя відправляє свого асистента Моріса, щоби той прочитав думки кожного з відвідувачів готелю. Моріс, бачачи, як Гвідо покидає готель, підбігає до нього. Гвідо запитує Моріса, чи може він вловити якісь думки, після чого останній починає робити це. Майя пише на своїй дошці Asa Nisi Masa; Гвідо підтверджує, що думав саме про цю фразу. Моріс запитує, що це означає, після чого сюжет переноситься в дитячі роки Ансельмі.

### Спогади
Далі за сюжетом Гвідо, ще маленького хлопчика, балують жінки з його родини — він купається у вині, потім загортається в нагріту ковдру та йде спати. Готуючись до сну, дехто з дітей сказав, що очі на картині, намальованій на стіні, можуть рухатись, якщо проговорювати фразу Asa Nisi Masa.
Пов'язуючи далеке минуле Гвідо з його нинішніми роками, стрічка нагадує глядачу, що наші устремління в дорослому віці завжди є поруч із дитячими прагненнями. Гвідо мріє так само купатися та ніжитися, як у давні дитячі роки.

## Значення
Хоча фраза Asa Nisi Masa не перекладається на жодну мову, а Фелліні публічно не розкривав значення цієї фрази, є думка, що режисер звернувся до італійської дитячої гри, подібної до «поросячої латини», щоби створити її. У цій грі склади «si» та «sa» додаються до існуючих слів, щоби зробити їх незрозумілими; так Фелліні й перетворив слово «anima»: A-sa + Ni-si + Ma-sa. У даному контексті слово «anima» має подвійне значення — це не тільки італійське значення слова «душа», це також ключове поняття у творчості швейцарського психотерапевта Карла Густава Юнга, де «anima» є терміном, що позначає жіночий сегмент в особистості чоловіків; це загальна тема у творчості Фелліні.
Подібно до трояндового пуп'янка у фільмі Орсона Веллса «Громадянин Кейн» або печива «мадлен» в «У пошуках утраченого часу» Марселя Пруста, «Asa Nisi Masa» стала головним пунктом сюжету, «шлюзом» до ключових спогадів головного персонажа, хоча є периферійною по відношенню до основної розповіді.

## Вплив
Європейська мережа нового кіно NISI MASA названа на честь цієї фрази. Норвезький джаз-рок гурт Shining має в репертуарі пісню Asa Nisi Masa з альбому 2007 року Grindstone. Американський панк-кабаре гурт Nervous Cabaret також має пісню Asa Nisi Masa, включену в однойменний з назвою групи альбом 2005 року. Цю фразу застосував у своїй творчості також американський гурт Typhoon (альбом Offerings 2018 року). Польський фрі-джаз гурт Silberman Quartet назвав свій перший повний музичний альбом Asanisimasa.